# Вольф, Теодор
Франц Теодор Вольф (нем. Franz Theodor Wolf или нем. Theodor Wolf, 13 февраля 1841 — 22 июня 1924) — немецкий ботаник, геолог, профессор геологии и минералогии.       

## Биография
Франц Теодор Вольф родился в Бартоломе 13 февраля 1841 года.
С 1870 года он был профессором геологии и минералогии в Центральном университете в Кито. В августе 1875 года Вольф был на Галапагосских островах, собрал там ботанические коллекции и был удостоен звания государственного геолога.
Франц Теодор Вольф умер в Дрездене 22 июня 1924 года.

## Научная деятельность
Франц Теодор Вольф специализировался на семенных растениях.

## Научные работы
- Monographie der Gattung Potentilla. 1908.

## Почести
В его честь были названы следующие виды растений:
- Anthurium wolfii Sodiro[7]
- Hieracium wolfii Johanss. & Sam.[8]
- Cylindropuntia wolfii (L.D.Benson) M.A.Baker[9]
- Lonicera wolfii (Rehder) K.S.Hao[10]
- Dianthus × wolfii J.Vetter[11]
- Chenopodium wolfii Rydb.[12]